# Ewa Budzyńska
Ewa Anna Budzyńska – polska socjolog, doktor habilitowana nauk humanistycznych, była profesor nadzwyczajna Uniwersytetu Śląskiego w Katowicach, specjalności naukowe: socjologia rodziny, socjologia moralności. Ustąpiła ze stanowiska wykładowcy Uniwersytetu Śląskiego w wyniku złożonej przez studentów skargi, która dotyczyła nienaukowości szerzonych przez nią informacji.

## Życiorys
Absolwentka studiów filozofii na Wydziale Filozofii Chrześcijańskiej Katolickiego Uniwersytetu Lubelskiego (1972).
W 1991 na podstawie napisanej pod kierunkiem Janusza Mariańskiego rozprawy pt. Typy rodzin a postawy prospołeczne dzieci (na podstawie badań socjologicznych uczniów klas ósmych Wrocławia) uzyskała na Wydziale Nauk Społecznych Katolickiego Uniwersytetu Lubelskiego stopień naukowy doktora nauk humanistycznych w dyscyplinie socjologia w specjalności socjologia. W 2008 na podstawie dorobku naukowego oraz monografii pt. Ład moralny w zmieniającym się społeczeństwie. Socjologiczne studium wartości moralnych mieszkańców Katowic nadano jej na Wydziale Nauk Społecznych Uniwersytetu Śląskiego w Katowicach stopień naukowy doktora habilitowanego nauk humanistycznych w dyscyplinie socjologia w specjalności socjologia moralności.
Została profesorem nadzwyczajnym Uniwersytetu Śląskiego na Wydziale Nauk Społecznych w Instytucie Socjologii.

### Kontrowersje
W styczniu 2019 grupa studentów Wydziału Nauk Społecznych skierowała do rektora uczelni skargę dotyczącą wypowiedzi formułowanych przez Ewę Budzyńską.  Nie spodobało im się między innymi nazwanie człowieka w prenatalnej fazie rozwoju dzieckiem czy pokazanie badań wskazujących na negatywny wpływ opieki żłobkowej na rozwój dzieci. Studentów oburzyło także przedstawienie definicji małżeństwa jako związku kobiety i mężczyzny. Zaprotestowali również wobec prezentacji wyników badań pokazujących skutki pozostawania dzieci w konkubinatach jednopłciowych. Rzecznik Dyscyplinarny UŚ prof. Wojciech Popiołek wszczął postępowanie wyjaśniające w sprawie „podejrzenia popełnienia czynów uchybiających obowiązkom i godności nauczyciela akademickiego”. Po zakończeniu czynności uznał on za niezasadny zarzut prezentowania „informacji niezgodnej z aktualnym stanem naukowym”. Mimo to, skierował do Uczelnianej Komisji Dyscyplinarnej wniosek o wszczęcie postępowania dyscyplinarnego i ukaranie prof. Budzyńskiej karą nagany.
Zarzucił jej, że „formułowała wypowiedzi w oparciu o własny, narzucany studentom, światopogląd, o charakterze wartościującym, stanowiące przejaw braku tolerancji wobec grup społecznych i ludzi o odmiennym światopoglądzie, nacechowane wobec nich co najmniej niechęcią, w szczególności wypowiedzi homofobiczne, wyrażające dyskryminację wyznaniową, krytyczne wobec wyborów życiowych kobiet, dotyczących m.in. przerywania ciąży”. W tym samym miesiącu zrezygnowała z pracy w Uniwersytecie Śląskim.
W jej obronie, mając na względzie toczące się w uczelni postępowanie dyscyplinarne, wypowiedział się wicepremier Jarosław Gowin, stwierdzając: „Nie pozwolimy środowiskom skrajnie zideologizowanym na cenzurę”. Wśród osób popierających jej działania znaleźli się m.in. abp Wiktor Skworc i prof. Wojciech Świątkiewicz. W sprawę po stronie Ewy Budzyńskiej zaangażowała się także Fundacja Ordo Iuris. Osoby studiujące na UŚ, które złożyły skargę dyscyplinarną na Ewę Budzyńską, zostały przesłuchane przez policję w obecności reprezentanta prawnego Ewy Budzyńskiej, związanego z Ordo Iuris, w związku z rzekomym tworzeniem w sprawie fałszywych dowodów. Podjęcie przez policję czynności wobec studentów „z głębokim zaniepokojeniem” odebrał rektor Uniwersytetu Śląskiego Ryszard Koziołek, który stwierdził, że „czynności organów ścigania podejmowane w czasie, gdy toczy się nadal postępowanie przed organami uczelni, są odbierane przez wielu członków wspólnoty naszego Uniwersytetu, jako ingerujące w autonomię funkcjonowania uczelni”. Kilkudziesięcioro wykładowców i wykładowczyń UŚ opublikowało list w geście solidarności z przesłuchanymi studentami.
W wyniku prowadzonego na Uniwersytecie Śląskim postępowania dyscyplinarnego, 26 marca 2021 komisja dyscyplinarna Uniwersytetu Śląskiego ukarała Ewę Budzyńską naganą. która jednak została uchylona 24 listopada 2022 Minister edukacji i nauki Przemysław Czarnek stwierdził, że orzeczenie komisji dyscyplinarnej to „jaskrawy dowód pogwałcenia wolności słowa, wolności przekonań i sumienia w Polsce”.

## Publikacje
Jest autorką licznych artykułów na temat struktury rodzin zamieszkałych na Górnym Śląsku, ich tożsamości, recepcji programu katolickich mediów, przemian religijności i moralności Polaków, jak również z zakresu tanatologii.